# Park Jeong-lim
Park Jeong-lim, född den 25 september 1970, är en sydkoreansk handbollsspelare.
Hon tog OS-guld i damernas turnering i samband med de olympiska handbollstävlingarna 1992 i Barcelona.
Hon tog även OS-silver i damernas turnering i samband med de olympiska handbollstävlingarna 1996 i Atlanta.